# شیجیرو ایشیباشی
شیجیرو ایشیباشی (به ژاپنی: 石橋正二郎) (زاده ۱ فوریه ۱۸۸۹ - درگذشته ۱۱ سپتامبر ۱۹۷۶) کارآفرین، بازرگان و مدیر ارشد اجرایی ژاپنی بود، که در سال ۱۹۳۱ شرکت بریجستون را تأسیس نمود. وی همچنین در سال ۱۹۴۷ شرکت پرینس موتورز را تأسیس کرد.